# Yoshiya Minami
Yoshiya Minami (南 佳也, Minami Yoshiya) est un acteur japonais de films pornographiques de grande taille (1,80 mètre pour un poids de 73 kg).

## Biographie et carrière
Yoshiya Minami est né le 24 janvier 1971 à Kanazawa, préfecture d'Ishikawa, Japon. Il est devenu un acteur célèbre de films pornographiques par l'extraordinaire pouvoir de séduction que lui conféraient son physique agréable et sa technique empreinte de douceur au cours des scènes de sexe.
Il a été découvert par la réalisatrice de films pornographiques Minami Nagasaki qui le fait tourner à partir de 2002 dans la série 義母さんもうガマンできない (« Maman, je ne peux plus attendre ! ») pour le compte de Paris Vidéo. Il y interprète le rôle du jeune homme qu'une femme plus âgée initie aux plaisirs du sexe.
Il est également l'acteur de plusieurs vidéos de la série Nagasaki-Minami produite par Grafiti Japan. Il y incarne certains des personnages romantiques ou incestueux.
Nombre de couvertures de ces vidéos représentent Minami, bien en vue, comme l'acteur principal alors que, dans la plupart des films pornographiques japonais, les acteurs passent au second plan derrière les actrices lorsqu'ils ne sont pas purement et simplement rejetés dans l'anonymat. En fait, deux des vidéos Face & Body Collection (MIDV-011) parue en 2006 et Face & Body Collection 2 (MIDV-015) de 2007 sont axées sur le physique masculin. Il n'est également pas surprenant que Minami plaise à la communauté homosexuelle. De fait, plusieurs sites d'Internet destinés aux homosexuels présentent ses photographies et ses vidéos (hétérosexuelles), .

Les noms des actrices ne sont même pas indiqués sur la couverture de la dernière vidéo, Eternal Record (2008), de Minami et également ultime réalisation de Nagasaki. Les illustrations romanesques semblent plutôt viser une population de spectatrices.
Dans un article datant du mois d'octobre 2002, il affirme avoir été l'interprète masculin de 1 500 vidéos au cours des cinq années passées.